# Leichtathletik-Weltmeisterschaften 2017/Teilnehmer (Elfenbeinküste)
| Gelbes Symbol für Goldmedaillen mit stilisierten Olympischen Ringen | Graues Symbol für Silbermedaillen mit stilisierten Olympischen Ringen | Braundes Symbol für Bronzemedaillen mit stilisierten Olympischen Ringen |
| ------------------------------------------------------------------- | --------------------------------------------------------------------- | ----------------------------------------------------------------------- |
| —                                                                   | 2                                                                     | —                                                                       |

Von der Elfenbeinküste wurden vier Athleten für die Weltmeisterschaften in London nominiert.

## Ergebnisse

### Männer

#### Laufdisziplinen
| Athlet             | Disziplin | Vorlauf | Vorlauf | Halbfinale | Halbfinale | Finale             | Finale             |
| Athlet             | Disziplin | Zeit    | Platz   | Zeit       | Platz      | Zeit               | Platz              |
| ------------------ | --------- | ------- | ------- | ---------- | ---------- | ------------------ | ------------------ |
| Ben Youssef Meïté  | 100 m     | 10,02 s | 3       | 10,12 s    | 10         | nicht qualifiziert | nicht qualifiziert |
| Hua Wilfried Koffi | 200 m     | 20,49 s | 16      | 20,80 s    | 23         | nicht qualifiziert | nicht qualifiziert |

### Frauen

#### Laufdisziplinen
| Athletin           | Disziplin | Vorlauf | Vorlauf | Halbfinale | Halbfinale | Finale     | Finale |
| Athletin           | Disziplin | Zeit    | Platz   | Zeit       | Platz      | Zeit       | Platz  |
| ------------------ | --------- | ------- | ------- | ---------- | ---------- | ---------- | ------ |
| Murielle Ahouré    | 100 m     | 11,04 s | 3       | 10,99 s    | 6          | 10,98 s    | 4      |
| Marie-Josée Ta Lou | 100 m     | 11,00 s | 2       | 10,87 s    | 2          | 10,86 s PB | Silber |
| Marie-Josée Ta Lou | 200 m     | 22,70 s | 3       | 22,50 s    | 3          | 22,08 s NR | Silber |